# 어베스트 안티바이러스
어베스트 안티바이러스(Avast Antivirus)는 체코의 프라하에 위치한 Avast Software (Alwil에서 사명변경) 소프트웨어에서 배포하는 안티바이러스 프로그램으로, 현재 27개의 언어를 지원한다. 1988년에 처음 선보였다. 이 프로그램은 가정에서 비영리적 목적으로 사용하는 하에 1년을 무료로 사용할 수 있다. 무료로 이용하려면 이메일을 등록해야 하며, 기간이 만료되면 연장 갱신을 통해 평생 무료 이용이 가능하다.
무료 제품과 유료 제품 간에 지원하는 기능상 차이점이 있으며, 유료 제품에는 추가적인 기능이 포함된 경우도 있다. 또한, 버전, 유료제품 라인업 간에도 지원되는 기능의 차이가 있다.

## 기능
- 상주 보호 (실시간 감시)
- 안티루트킷, 안티스파이웨어
- 인터넷 메신저 보호
- P2P 보호
- 이메일 보호
- 마이크로소프트 아웃룩, 익스체인지 보호
- 웹 보호 기능, HTTP 보호
- 스크립트 차단 기능
- 네트워크 보호 (네트워크 웜을 막기 위한 기본적인 보호 기능)
- 샌드박스 기능 : 의심스러운 파일을 Avast 자체 가상머신 엔진으로 실행시켜 컴퓨터에 해가 가지 않는 선에서 파일의 악성 유무를 확인할 수 있다.
- 소리나는 경고음 : 바이러스 탐지 등 동작시 사운드를 출력시킨다.
- 부팅 검사: 윈도 시작시 바로 실행되는 바이러스는 윈도가 실행한 뒤에는 제거하기 어렵다. Avast!의 부팅 검사는 바이러스가 실행되기 이전에 시작하기 때문에 이와 같은 바이러스들을 제거하는 데 사용할 수 있다.
- 자가 보호: 맬웨어가 Avast! 프로세스를 종료하거나 서비스를종료하거나 혹은 파일및폴더의 삭제/변경과 레지스트리의 변경/삭제 등손상을 입히는 모든 활동을 막는다.
- 프로그램 업데이트 : 기본적으로 자동으로 업데이트한다. 단, 프로그램은 업데이트가 있을 시 알림이 표시된다.(패턴은 자동 업데이트된다.)
- "바이러스 검역소"는 다른 백신 소프트웨어의 "검역소"에 해당하는 기능이다. 감염된 파일이 여기에 들어가면 완전히 격리되어 시스템에 영향을 주는 것을 막을 수 있다. 바이러스 안전지대는 바이러스의 영향에 대비하기 위해 중요한 시스템 파일도 보관한다. 검역소에서 제거될 때까지 이곳에 격리된 파일은 다른 곳이나 프로그램에서 접근할 수 없다.
- 소프트웨어 업데이터 : 각 주요 프로그램에 대한 업데이트 정보를 제공한다.

## 같이 보기
- 바이러스 검사 소프트웨어 목록